# Нижньоключова вулиця
Нижньо́ключова ву́лиця — вулиця в Солом'янському районі міста Києва. Пролягає від вулиці Вадима Гетьмана до Польової вулиці.

## Історія
Нижньоключова вулиця виникла у 20—30-х роках XX століття під такою ж назвою, первісно простягалася від Польової вулиці до Садкової вулиці, ліквідованої у 1970-х роках. 
1958 року об'єднана з Дашавською вулицею (назва з 1955 року) і набула сучасної довжини.
Назва походить від наявності в цій місцині джерел та невеликих річок — приток Либеді.